# Okres Zirc

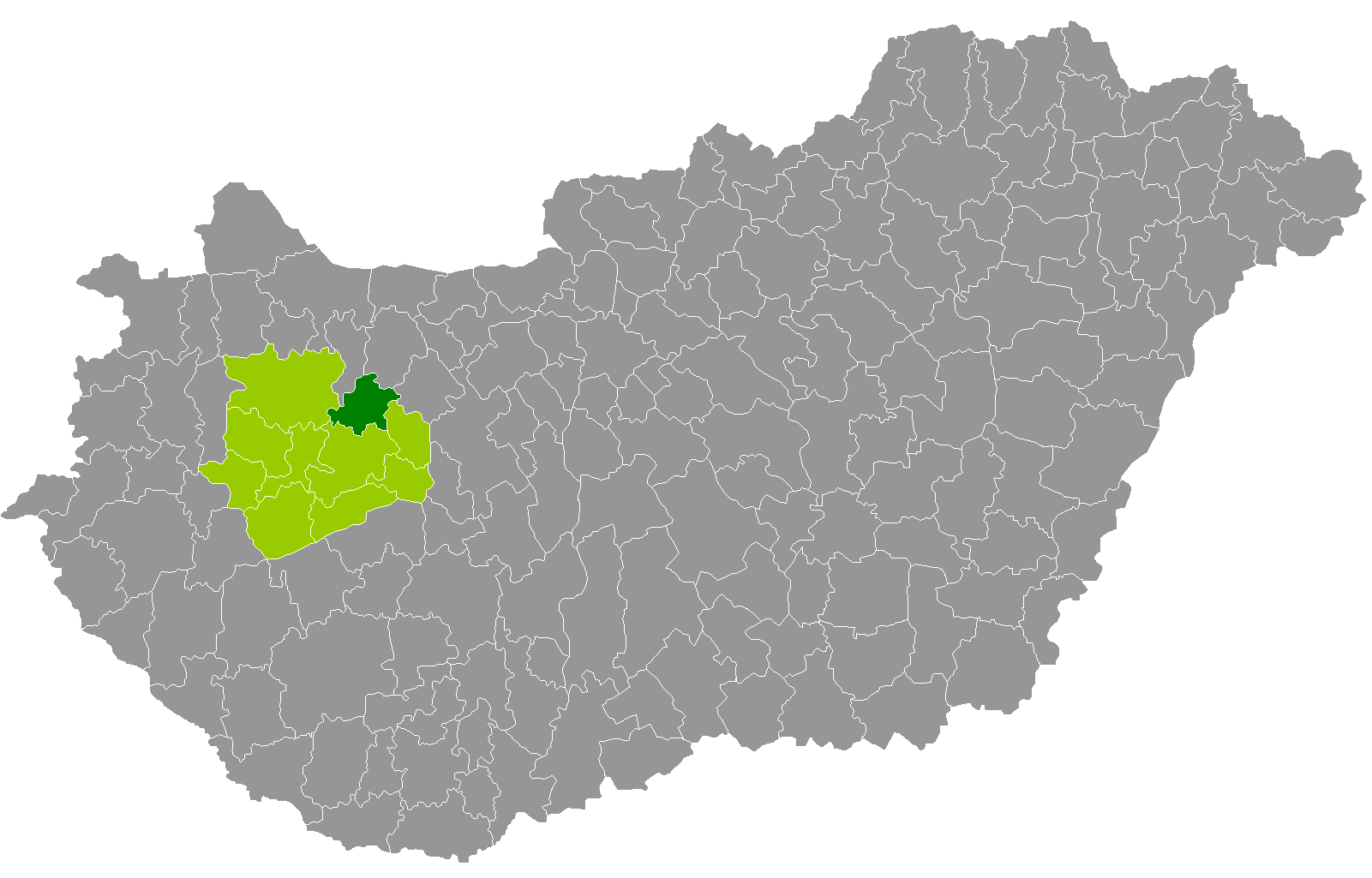
Okres Zirc v župě Veszprém

Okres Zirc (maďarsky Zirci járás) se nachází v Maďarsku v župě Veszprém. Jeho správním centrem je město Zirc.

## Sídla
V okrese se nachází jedno město a 14 obcí:
- Bakonybél
- Bakonynána
- Bakonyoszlop
- Bakonyszentkirály
- Borzavár
- Csesznek
- Csetény
- Dudar
- Lókút
- Nagyesztergár
- Olaszfalu
- Pénzesgyőr
- Porva
- Szápár
- Zirc